# Салют (програма)
Салют е серия от орбитални станции на СССР, под общото название Салют. Изведени са в орбита в периода от 1971 до 1982 г. Представляват конструкции от един-единствен монолитен модул, извеждан в орбита само с едно изстрелване. Станциите са извеждани в орбита с помощта на ракетата-носител „Протон“.
Програмата предвиждала дългосрочни проучвания свързани с живота в космоса, разнообразни астрономически и биологични експерименти и др. Знанията и опита получен от програма Салют е използван при конструирането на модулните станции Мир и Международната космическа станция, като и двете притежават базов блок подобен на този при станциите Салют.
Дълговременните орбитални станции (ДОС) са разработка на ЦКБЕМ, а орбиталните станции от тип Алмаз са разработени от ЦКБМ за задачите на Министерството на отбраната.

## Станциите Салют
Програмата е съставена от ДОС (орбитални комсически станции) и от ОПС (Орбитални пилотирани станции). ДОС са станциите за научни цели, докато ОПС са създадени с военна цел. Всички станции са произлезли от Алмаз ОПС, проект на Владимир Челомей. Промените направени по военните станции са минимални, докато модификациите на станциите ДОС са важни за еволюцията на космическите станции. Прибавени са слънчеви панели, доизграждат се отсеци за скачване с корабите Союз и др.

### Салют-1
Салют-1 (ДОС-1) е изстреляна на 19 април 1971 г. Това е първата изведена станция. Нейната първоначална орбита е приблизително кръгова: максимално разстояние от земната повърхност 222 km, минимално 200 km, период на обиколка около Земята 88,5 мин. След няколко обиколки по команда от Центъра за управление на полета са включени двигателите на станцията и орбитата е коригирана. Първия изпратен екипаж до станцията е Союз 10, но поради повреда в механизма на скачване, космонавтите неуспяват да влязат в станцията. Следващия полет Союз 11 е успешен и екипажа остава на станцията 23 дни. За нещастие при връщането на екипажа, една клапа се отваря и въздуха от капсулата за връщане излиза и екипажът загива от задушаване. Салют-1 е свалена от орбита на 11 октомври 1971 г.

### ДОС-2
ДОС-2 е изстреляна на 29 юли 1972 г. По конструкция е близка до Салют-1. При изстрелването втората степен на ракета Протон се проваля и това означава, че ДОС-2 никога не е достигнала орбита. Станцията пада някъде в Тихия океан.

### Салют-2
Салют-2 (ОПС-1) е изстреляна на 4 април 1973 г. Тази станция не е като останалите от програмата, а е от секретните военни станции Алмаз. Позивната Салют-2 ѝ е дадена за да се прикрие истинската цел на станцията. Въпреки доброто изстрелване, станцията има някаква повреда и прекарва само 54 дни в космоса. Свалена е от орбита на 28 май 1973 година.

### Космос 557
Станцията, на която Алмаз е заместник е обозначена с ДОС-3 и е изстреляна на 11 май 1973, 3 дни преди изстрелването на Скайлаб. Поради грешка в ръководенето на полета, двигателите за корекция на орбитата изразходват всичкото си гориво. Станцията е засечена от Западни радари и затова СССР обозначава станцията като Космос 557 и без много шум я оставя да изгори при обратното навлизане в атмосферата седмица по-късно. Години след това се разкрива, че това всъщност е космическа станция от серията Салют.

## Таблица с информация за станции Салют
| Гражданско название | Служебно название | Време на експлоатация | Дни в орбита | Дни с екипаж | Общо посетители | Посещаване от пилотирани кораби | Посещаване от непилотирани кораби | Маса(kg) | Бележки                                                                                           |
| ------------------- | ----------------- | --------------------- | ------------ | ------------ | --------------- | ------------------------------- | --------------------------------- | -------- | ------------------------------------------------------------------------------------------------- |
| Салют-1             | ДОС-1             | 19.04.71 – 11.10.71   | 175          | 24           | 3               | 2                               | 0                                 | 18 425   | ДОС от първо поколение                                                                            |
|                     | ДОС-2             | 29.07.72              | 0            | 0            | 0               | 0                               | 0                                 | 18 500   | Не е излязла на орбита заради авария на ракетата-носител                                          |
| Салют-2             | ОПС-1             | 03.04.73 – 28.05.73   | 54           | 0            | 0               | 0                               | 0                                 | 18 500   | Разхерметизация на 13.04                                                                          |
| Космос-557          | ДОС-3             | 11.05.73 – 22.05.73   | 11           | 0            | 0               | 0                               | 0                                 | 19 400   | ДОС от второ поколение. Отказ в системата за управление, довела до пълно изразходване на горивото |
| Салют-3             | ОПС-2             | 25.06.74 – 25.01.75   | 213          | 15           | 2               | 1                               | 0                                 | 18 500   |                                                                                                   |
| Салют-4             | ДОС-4             | 26.12.74 – 03.02.77   | 770          | 92           | 4               | 2                               | 1                                 | 18 500   |                                                                                                   |
| Салют-5             | ОПС-3             | 22.06.76 – 08.08.77   | 412          | 67           | 4               | 2                               | 0                                 | 19 000   |                                                                                                   |
| Салют-6             | ДОС-5-1           | 29.09.77 – 29.07.82   | 1764         | 683          | 33              | 16                              | 14                                | 19 000   | ДОС от трето поколение                                                                            |
| Салют-7             | ДОС-5-2           | 19.04.82 – 07.02.91   | 3216         | 816          | 26              | 12                              | 15                                | 19 000   |                                                                                                   |

За Салют-8 се смята станция Мир.